# Улица Кологривова
Кологри́вова у́лица — исчезнувшая улица в жилом районе «Центральный» Ленинского административного района Екатеринбурга.

## История
Улица проходила от Механической улицы до улицы Соборной на участке между Екатерининской площадью и Покровским проспектом (ближе к последнему). Происхождение названия улицы не установлено, но вероятнее всего, она была названа по фамилии одного из её первых поселенцев. 
Застройка по улице стала формироваться в XVIII веке. Генеральным планом Екатеринбурга 1804 года была предусмотрена застройка улицы с целью укрупнения и упорядочения кварталов. На плане 1810 года улица ещё отмечена, но на последующих отсутствует.